# Фиксен
Фиксе́н (фр. Fixin) — коммуна во Франции, находится в регионе Бургундия. Департамент коммуны — Кот-д’Ор. Входит в состав кантона Жевре-Шамбертен. Округ коммуны — Дижон.
Код INSEE коммуны — 21265.

## Население
Население коммуны на 2010 год составляло 757 человек.
| 1962 | 1968 | 1975 | 1982 | 1990 | 1999 | 2010 |
| ---- | ---- | ---- | ---- | ---- | ---- | ---- |
| 634  | 566  | 817  | 883  | 826  | 784  | 757  |

## Экономика
В 2010 году среди 449 человек трудоспособного возраста (15—64 лет) 330 были экономически активными, 119 — неактивными (показатель активности — 73,5 %, в 1999 году было 68,4 %). Из 330 активных жителей работали 312 человек (163 мужчины и 149 женщин), безработных было 18 (10 мужчин и 8 женщин). Среди 119 неактивных 43 человека были учениками или студентами, 58 — пенсионерами, 18 были неактивными по другим причинам.